# True (Avicii-album)
A True Avicii svéd elektronikus zenei producer debütáló stúdióalbuma, mely 2013. szeptember 13-án jelent meg a PRMD Music és az Island Records kiadók gondozásában. Avicii az albummal szeretett volna eltávolodni house stílusú korábbi kiadványaitól, és olyan műfajok inspirálták, mint a country, a soul és a bluegrass. A True megjelenése előtt jelent meg az Aloe Blacc közreműködésével készült, világszerte a slágerlisták élére került Wake Me Up, illetve a svéd Salem Al Fakir  énekes vendégszereplésével bemutatott You Make Me. Az albumról még három kislemezt mutattak be, a Hey Brothert, az Addicted to You-t és a Lay Me Downt.
A True legjobb helyezése a második volt a brit albumeladási listán, illetve további tizenöt országban az első tíz között szerepelt. 2014. március 24-én Avicii True (Avicii by Avicii) címmel egy remixalbumot is megjelentetett. 2014 júniusában egy kétlemezes változatot is kiadtak új borítóval, mely a standard 10 számos változat mellett a remixalbumot is tartalmazza.

## Az albumon szereplő dalok listája
| True – CD / kazetta / digitális letöltés | True – CD / kazetta / digitális letöltés | True – CD / kazetta / digitális letöltés                                   | True – CD / kazetta / digitális letöltés | True – CD / kazetta / digitális letöltés | True – CD / kazetta / digitális letöltés | True – CD / kazetta / digitális letöltés | True – CD / kazetta / digitális letöltés | True – CD / kazetta / digitális letöltés | True – CD / kazetta / digitális letöltés |
|                                          | Cím                                      | Szerző(k)                                                                  | Producer(ek)                             | Hossz                                    |                                          |                                          |                                          |                                          |                                          |
| ---------------------------------------- | ---------------------------------------- | -------------------------------------------------------------------------- | ---------------------------------------- | ---------------------------------------- | ---------------------------------------- | ---------------------------------------- | ---------------------------------------- | ---------------------------------------- | ---------------------------------------- |
| 1.                                       | Wake Me Up                               | Tim Bergling Aloe Blacc Mike Einziger                                      | Bergling Arash Pournouri                 | 4:09                                     |                                          |                                          |                                          |                                          |                                          |
| 2.                                       | You Make Me                              | Bergling Pournouri Vincent Pontare Salem Al Fakir                          | Bergling Pournouri                       | 3:53                                     |                                          |                                          |                                          |                                          |                                          |
| 3.                                       | Hey Brother                              | Bergling Pournouri Pontare Fakir Veronica Maggio                           | Bergling Pournouri                       | 4:14                                     |                                          |                                          |                                          |                                          |                                          |
| 4.                                       | Addicted to You                          | Bergling Pournouri Mac Davis Josh Krajcik                                  | Bergling Pournouri                       | 2:28                                     |                                          |                                          |                                          |                                          |                                          |
| 5.                                       | Dear Boy                                 | Bergling Pournouri Karen Marie Ørsted Jonas Knutsson                       | Bergling Pournouri                       | 7:59                                     |                                          |                                          |                                          |                                          |                                          |
| 6.                                       | Liar Liar                                | Bergling Pournouri Blacc Einziger Bruce Driscoll Erica Driscoll Peter Dyer | Bergling Pournouri                       | 3:58                                     |                                          |                                          |                                          |                                          |                                          |
| 7.                                       | Shame on Me                              | Bergling Pournouri Audra Mae Sterling Fox                                  | Bergling Pournouri                       | 4:13                                     |                                          |                                          |                                          |                                          |                                          |
| 8.                                       | Lay Me Down                              | Bergling Pournouri Nile Rodgers Adam Lambert                               | Bergling Rodgers Pournouri               | 5:00                                     |                                          |                                          |                                          |                                          |                                          |
| 9.                                       | Hope There’s Someone                     | Antony Hegarty                                                             | Bergling Pournouri                       | 6:21                                     |                                          |                                          |                                          |                                          |                                          |
| 10.                                      | Heart Upon My Sleeve                     | Bergling Pournouri                                                         | Bergling Pournouri                       | 4:40                                     |                                          |                                          |                                          |                                          |                                          |
| 46:55                                    |                                          |                                                                            |                                          |                                          |                                          |                                          |                                          |                                          |                                          |

| True – Európa Amazon MP3 bónusz dal | True – Európa Amazon MP3 bónusz dal | True – Európa Amazon MP3 bónusz dal                                | True – Európa Amazon MP3 bónusz dal | True – Európa Amazon MP3 bónusz dal | True – Európa Amazon MP3 bónusz dal | True – Európa Amazon MP3 bónusz dal | True – Európa Amazon MP3 bónusz dal | True – Európa Amazon MP3 bónusz dal | True – Európa Amazon MP3 bónusz dal |
|                                     | Cím                                 | Szerző(k)                                                          | Producer(ek)                        | Hossz                               |                                     |                                     |                                     |                                     |                                     |
| ----------------------------------- | ----------------------------------- | ------------------------------------------------------------------ | ----------------------------------- | ----------------------------------- | ----------------------------------- | ----------------------------------- | ----------------------------------- | ----------------------------------- | ----------------------------------- |
| 11.                                 | Always on the Run                   | Bergling Pournouri Jonnali Parmenius Måns Vredenberg Linus Wiklund |                                     | 4:55                                |                                     |                                     |                                     |                                     |                                     |
| 53:21                               |                                     |                                                                    |                                     |                                     |                                     |                                     |                                     |                                     |                                     |

| True – iTunes/Brit CD bónusz dal | True – iTunes/Brit CD bónusz dal | True – iTunes/Brit CD bónusz dal         | True – iTunes/Brit CD bónusz dal | True – iTunes/Brit CD bónusz dal | True – iTunes/Brit CD bónusz dal | True – iTunes/Brit CD bónusz dal | True – iTunes/Brit CD bónusz dal | True – iTunes/Brit CD bónusz dal | True – iTunes/Brit CD bónusz dal |
|                                  | Cím                              | Szerző(k)                                | Producer(ek)                     | Hossz                            |                                  |                                  |                                  |                                  |                                  |
| -------------------------------- | -------------------------------- | ---------------------------------------- | -------------------------------- | -------------------------------- | -------------------------------- | -------------------------------- | -------------------------------- | -------------------------------- | -------------------------------- |
| 11.                              | Long Road to Hell                | Bergling Pournouri Audra Mae Alex Seaver |                                  | 3:42                             |                                  |                                  |                                  |                                  |                                  |
| 12.                              | Edom                             | Bergling Pournouri                       |                                  | 8:15                             |                                  |                                  |                                  |                                  |                                  |
| 60:23                            |                                  |                                          |                                  |                                  |                                  |                                  |                                  |                                  |                                  |

| True – Spotify bónusz változat | True – Spotify bónusz változat | True – Spotify bónusz változat           | True – Spotify bónusz változat | True – Spotify bónusz változat | True – Spotify bónusz változat | True – Spotify bónusz változat | True – Spotify bónusz változat | True – Spotify bónusz változat | True – Spotify bónusz változat |
|                                | Cím                            | Szerző(k)                                | Producer(ek)                   | Hossz                          |                                |                                |                                |                                |                                |
| ------------------------------ | ------------------------------ | ---------------------------------------- | ------------------------------ | ------------------------------ | ------------------------------ | ------------------------------ | ------------------------------ | ------------------------------ | ------------------------------ |
| 11.                            | Long Road to Hell              | Bergling Pournouri Audra Mae Alex Seaver |                                | 3:42                           |                                |                                |                                |                                |                                |
| 12.                            | Always on the Run              | Bergling Pournouri Ruth-Anne             |                                | 4:55                           |                                |                                |                                |                                |                                |
| 13.                            | All You Need Is Love           | Bergling Pournouri Ruth-Anne             |                                | 6:22                           |                                |                                |                                |                                |                                |
| 14.                            | Canyons                        | Bergling Pournouri                       |                                | 7:32                           |                                |                                |                                |                                |                                |
| 15.                            | Edom                           | Bergling Pournouri                       |                                | 8:15                           |                                |                                |                                |                                |                                |
| 62:20                          |                                |                                          |                                |                                |                                |                                |                                |                                |                                |

| True – japán változat | True – japán változat | True – japán változat                                              | True – japán változat | True – japán változat | True – japán változat | True – japán változat | True – japán változat | True – japán változat | True – japán változat |
|                       | Cím                   | Szerző(k)                                                          | Producer(ek)          | Hossz                 |                       |                       |                       |                       |                       |
| --------------------- | --------------------- | ------------------------------------------------------------------ | --------------------- | --------------------- | --------------------- | --------------------- | --------------------- | --------------------- | --------------------- |
| 11.                   | All You Need Is Love  | Bergling Pournouri Ruth-Anne                                       |                       | 6:22                  |                       |                       |                       |                       |                       |
| 12.                   | Always on the Run     | Bergling Pournouri Jonnali Parmenius Måns Vredenberg Linus Wiklund |                       | 4:55                  |                       |                       |                       |                       |                       |
| 13.                   | Canyons               | Bergling Pournouri                                                 |                       | 7:32                  |                       |                       |                       |                       |                       |
| 14.                   | Long Road to Hell     | Bergling Pournouri Audra Mae Alex Seaver                           |                       | 3:42                  |                       |                       |                       |                       |                       |
| 15.                   | Levels (radio edit)   | Bergling                                                           |                       | 3:21                  |                       |                       |                       |                       |                       |
| 72:49                 |                       |                                                                    |                       |                       |                       |                       |                       |                       |                       |

### Remixalbum / a kétlemezes változat második CD-je
| 1. | Wake Me Up (Avicii by Avicii)           | 7:05 |
| 2. | You Make Me (Avicii by Avicii)          | 3:02 |
| 3. | Hey Brother (Avicii by Avicii)          | 6:09 |
| 4. | Addicted to You (Avicii by Avicii)      | 5:32 |
| 5. | Dear Boy (Avicii by Avicii)             | 5:30 |
| 6. | Liar Liar (Avicii by Avicii)            | 5:06 |
| 7. | Shame on Me (Avicii by Avicii)          | 3:56 |
| 8. | Lay Me Down (Avicii by Avicii)          | 6:02 |
| 9. | Hope There’s Someone (Avicii by Avicii) | 8:08 |

## Albumlistás helyezések
| Lista (2013–2014)                             | Legjobb helyezés |
| --------------------------------------------- | ---------------- |
| Ausztrália (ARIA Top 50 Albums)               | 1                |
| Ausztria (Ö3 Austria Top 40)                  | 3                |
| Belgium (Ultratop Flandria)                   | 5                |
| Belgium (Ultratop Vallónia)                   | 9                |
| Kanada (Billboard Canadian Albums Chart)      | 2                |
| Kína (Sino Chart)                             | 15               |
| Dánia (Hitlisten Album Top 40)                | 1                |
| Hollandia (Dutch Charts Album Top 100)        | 4                |
| Finnország (Musiikkituottajat Albumit Top 50) | 6                |
| Franciaország (SNEP Album Top 100)            | 8                |
| Németország (Media Control Top 100 Album)     | 5                |
| Magyarország (MAHASZ Top 40 albumlista)       | 14               |
| Írország (IRMA Top 100 Artist Album)          | 4                |
| Olaszország (FIMI Album Top 20)               | 4                |
| Japán (Oricon)                                | 13               |
| Új-Zéland (Recorded Music NZ Top 40 Albums)   | 5                |
| Norvégia (VG-lista Album Top 40)              | 1                |
| Lengyelország (ZPAV Album Top 50)             | 46               |
| Portugália (AFP Top 30 Albums)                | 10               |
| Spanyolország (PROMUSICAE Top 100 Álbumes)    | 12               |
| Svédország (Sverigetopplistan Top 60 Albums)  | 1                |
| Svájc (Schweizer Hitparade Top 100 Albums)    | 2                |
| Egyesült Királyság (UK Albums Chart)          | 2                |
| USA Billboard 200                             | 5                |
| USA Top Dance/Electronic Albums (Billboard)   | 1                |

| Lista (2018)                                  | Legjobb helyezés |
| --------------------------------------------- | ---------------- |
| Finnország (Musiikkituottajat Albumit Top 50) | 2                |
| Csehország (ČNS IFPI Albums Top 100)          | 22               |

| Lista (2014)                                 | Legjobb helyezés |
| -------------------------------------------- | ---------------- |
| Ausztrália (ARIA Top 50 Albums)              | 16               |
| Új-Zéland (Recorded Music NZ Top 40 Albums)  | 23               |
| Norvégia (VG-lista Album Top 40)             | 26               |
| Svédország (Sverigetopplistan Top 60 Albums) | 12               |
| Svájc (Schweizer Hitparade Top 100 Albums)   | 15               |

| Lista (2018)                         | Legjobb helyezés |
| ------------------------------------ | ---------------- |
| Csehország (ČNS IFPI Albums Top 100) | 21               |

| Lista (2019)                                 | Legjobb helyezés |
| -------------------------------------------- | ---------------- |
| Svédország (Sverigetopplistan Top 60 Albums) | 7                |

| Lista (2013)                                | Helyezés |
| ------------------------------------------- | -------- |
| Ausztrália (ARIA)                           | 28       |
| Ausztria (Ö3 Austria)                       | 45       |
| Belgium (Ultratop Flanders)                 | 93       |
| Belgium (Ultratop Wallonia)                 | 157      |
| Hollandia (Album Top 100)                   | 55       |
| Franciaország (SNEP)                        | 90       |
| Németország (Offizielle Top 100)            | 56       |
| Magyarország (MAHASZ)                       | 94       |
| Svédország (Sverigetopplistan)              | 2        |
| Svájc (Schweizer Hitparade)                 | 37       |
| Egyesült Királyság (OCC)                    | 58       |
| USA (Billboard Top Dance/Electronic Albums) | 6        |
| Lista (2014)                                | Helyezés |
| Ausztria (Ö3 Austria)                       | 49       |
| Kanada (Billboard)                          | 49       |
| Hollandia (Album Top 100)                   | 33       |
| Finnország (Suomen virallinen lista)        | 2        |
| Franciaország (SNEP)                        | 69       |
| Svédország (Sverigetopplistan)              | 1        |
| Svájc (Schweizer Hitparade)                 | 37       |
| Egyesült Királyság (OCC)                    | 31       |
| USA (Billboard 200))                        | 113      |
| USA (Billboard Top Dance/Electronic Albums) | 3        |
| Lista (2015)                                | Helyezés |
| Svédország (Sverigetopplistan)              | 17       |
| Lista (2016)                                | Helyezés |
| Svédország (Sverigetopplistan)              | 63       |
| Lista (2017)                                | Helyezés |
| Svédország (Sverigetopplistan)              | 70       |
| Lista (2018)                                | Helyezés |
| Dánia (Hitlisten)                           | 74       |
| Svédország (Sverigetopplistan)              | 14       |
| USA (Billboard Top Dance/Electronic Albums) | 16       |
| Lista (2019)                                | Helyezés |
| Belgium (Ultratop Flanders)                 | 188      |
| USA (Billboard Top Dance/Electronic Albums) | 14       |
| Lista (2020)                                | Helyezés |
| USA (Billboard Top Dance/Electronic Albums) | 16       |

| Lista (2018)                   | Helyezés |
| ------------------------------ | -------- |
| Svédország (Sverigetopplistan) | 39       |
| Lista (2019)                   | Helyezés |
| Svédország (Sverigetopplistan) | 25       |
| Lista (2020)                   | Helyezés |
| Svédország (Sverigetopplistan) | 30       |

## Minősítések
| Régió | Minősítés  | Eladott példányszám |
| --- | ---------- | ------------------- |
| Ausztrália (ARIA) | arany      | 35 000^             |
| Ausztria (IFPI Austria) | 3× platina | 45,000*             |
| Brazília (Pro-Música Brasil) | platina    | 40 000*             |
| Dánia (IFPI Denmark) | platina    | 20 000‡             |
| Egyesült Államok (RIAA) | platina    | 1 000 000‡          |
| Egyesült Királyság (BPI) | platina    | 300 000*            |
| Finnország (Musiikkituottajat) | arany      | 10,007              |
| Franciaország (SNEP) | platina    | 100 000*            |
| Kanada (Music Canada) | platina    | 80 000^             |
| Kolumbia (ASINCOL) | arany      | 5,000^              |
| Lengyelország (ZPAV) | 2× platina | 40 000*             |
| Magyarország (MAHASZ) | arany      | 1 000^              |
| Mexikó (AMPROFON) | 2× platina | 120 000^            |
| Németország (BVMI) | arany      | 100 000^            |
| Norvégia (IFPI Norway) | 2× platina | 60 000*             |
| Portugália (AFP) | platina    | 15 000^             |
| Svájc(IFPI Switzerland) | arany      | 10 000^             |
| Svédország (GLF) | 3× platina | 120 000‡            |
| Szingapúr (RIAS) | arany      | 5 000*              |
| Új-Zéland (RMNZ) | arany      | 7 500^              |
| * Eladási példányszámok kizárólag a minősítés alapján. ^ Kiszállítási példányszámok kizárólag a minősítés alapján. ‡ Eladási+streaming példányszámok kizárólag a minősítés alapján. |            |                     |

## Megjelenések
| Ország             | Dátum                | Formátum                              | Kiadó             |
| ------------------ | -------------------- | ------------------------------------- | ----------------- |
| Franciaország      | 2013. szeptember 13. | Digitális letöltés                    | Island Virgin EMI |
| Németország        | 2013. szeptember 13. | CD [ 101 ] digitális letöltés [ 7 ]   | Island Universal  |
| Svédország         | 2013. szeptember 13. | CD [ 102 ] digitális letöltés         | Sony              |
| Norvégia           | 2013. szeptember 13. | CD [ 103 ] digitális letöltés [ 104 ] | Sony              |
| Spanyolország      | 2013. szeptember 13. | Digitális letöltés                    | Sony              |
| Franciaország      | 2013. szeptember 16. | CD                                    | UMG France        |
| Egyesült Királyság | 2013. szeptember 16. | CD [ 106 ] digitális letöltés [ 107 ] | Island            |
| Egyesült Államok   | 2013. szeptember 17. | CD [ 108 ] digitális letöltés [ 5 ]   | PRMD Island       |

## Fordítás
- Ez a szócikk részben vagy egészben  a   True (Avicii album) című angol Wikipédia-szócikk fordításán alapul.  Az eredeti cikk szerkesztőit annak laptörténete sorolja fel. Ez a jelzés csupán a megfogalmazás eredetét és a szerzői jogokat jelzi, nem szolgál a cikkben szereplő információk forrásmegjelöléseként.